# 遠野市立博物館・図書館
遠野市立博物館・図書館（とおのしりつはくぶつかん・としょかん）は岩手県遠野市にある博物館・図書館。

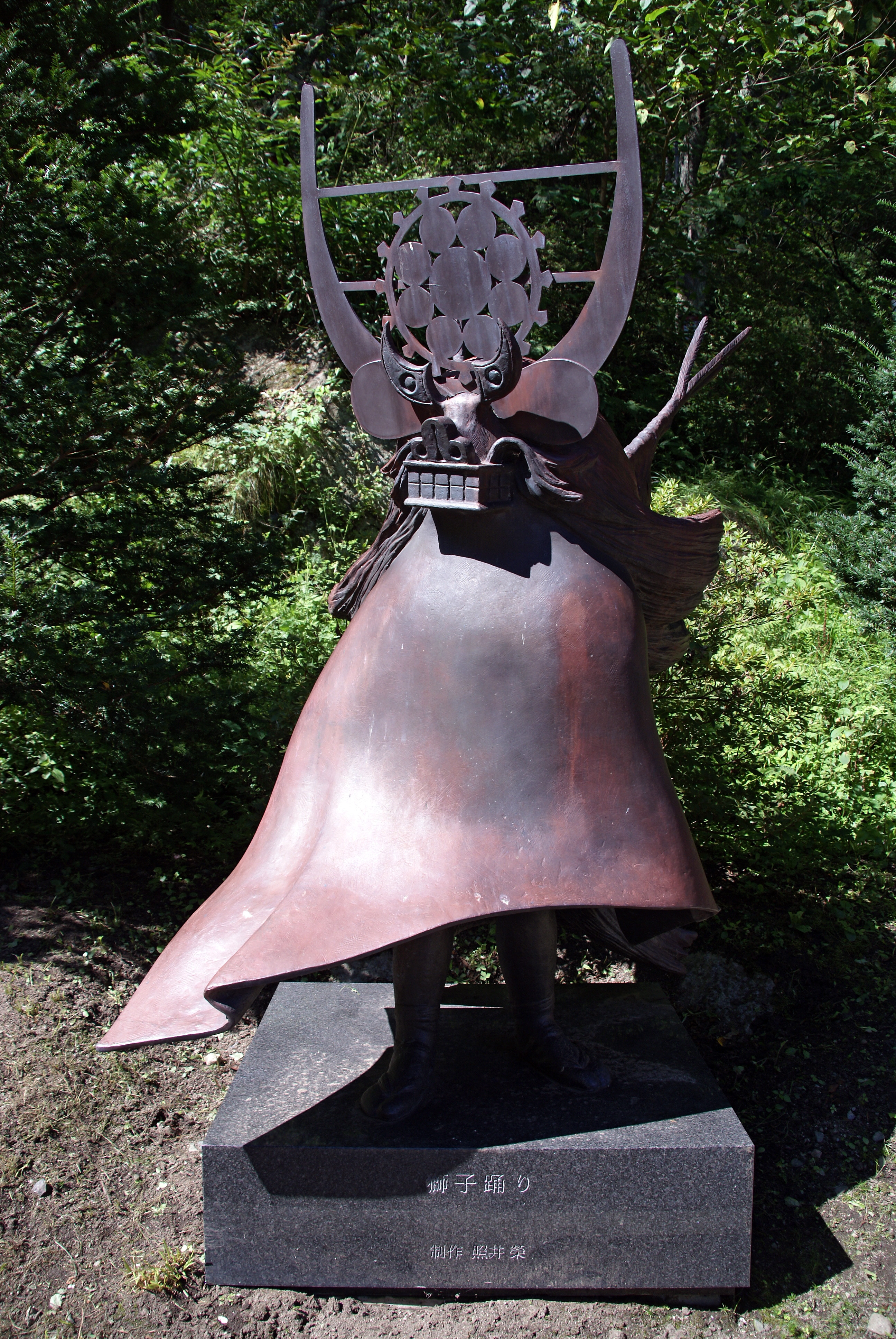
照井榮「獅子踊り」

## 利用情報
- 開館時間 - 9:00-17:00（入館受は16:30分まで)
- 休館日 - 5月-3月末日、11-3月の月曜、1/28-31、11/24-30、年末年始

## 遠野市立博物館
「遠野物語の世界」・「遠野の自然とくらし」・「遠野の民俗学」をテーマとする博物館。
柳田國男の『遠野物語』の原稿のほか、オシラサマなどに代表される遠野地方の民俗資料を展示。  
民俗学者の伊能嘉矩や佐々木喜善ら遠野所縁の人物などについての資料も展示されている。
博物館法の登録博物館である。

### 施設
- 三面マルチスクリーンシアター -  「遠野物語」の世界を映像で紹介

### 分館
以下の4か所の分館がある。
- とおの昔話村
- 遠野城下町資料館
- 遠野蔵の道ギャラリー
- 加守田章二陶房跡

### 新町収蔵庫

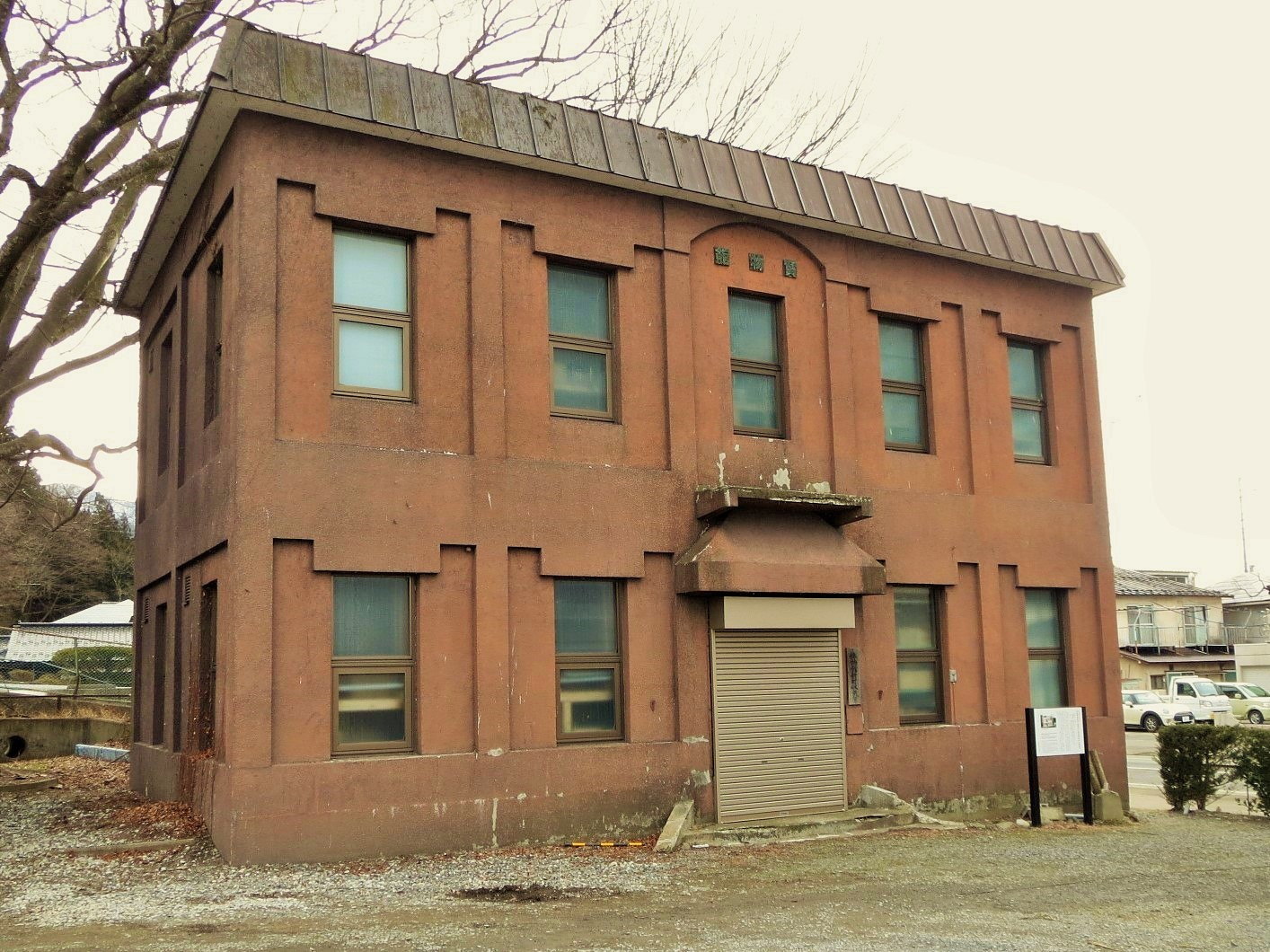
新町収蔵庫

1925年　(大正14年) 建築、1949年（昭和24年）改修。耐震耐火を考慮し、鉄筋コンクリート造2階建。建築面積96平方メートル。外壁は、窓廻りを窪ませるなどの幾何学的意匠が特徴。内部は1、2階とも一室で、側柱のみで支える無柱の大空間とする。遠野地方における最初の鉄筋コンクリート造建築であり、2017年 (平成29年) 5月2日、旧遠野寶物館として登録有形文化財となった。

## 遠野市立図書館
遠野市立博物館の階下に位置する図書館。
郷土資料室が設けられているほか、「遠野物語」をはじめとする遠野地方の民話、民俗学に関する書籍を重点的に取り揃えている。

## 周辺環境
周辺には鍋倉公園や南部神社、とおの昔話村がある。